# Funhouse Tour: Live in Australia
Funhouse Tour: Live in Australia è il primo album dal vivo di Pink pubblicato nel 2009.

## Descrizione
Registrato all'Entertainment Centre di Sydney durante il Funhouse Tour, il disco è stato pubblicato su CD con dodici tracce e una bonus track e su DVD con vari contenuti extra.

## Tracce

### CD
1. Highway to Hell – 1:35
2. Bad Influence – 4:58
3. It's All Your Fault – 3:53
4. Ave Mary A – 3:24
5. Please Don't Leave Me – 3:50
6. U + Ur Hand – 4:14
7. I Don't Believe You – 4:23
8. Crystal Ball – 3:54
9. One Foot Wrong – 3:18
10. Babe I'm Gonna Leave You – 6:22
11. Bohemian Rhapsody – 5:51
12. Funhouse – 4:02
13. Push You Away (bonus track) – 3:01

### DVD
1. Highway to Hell (AC/DC cover) (Video Introduction)
2. Bad Influence
3. Just like a Pill
4. Who Knew
5. Ave Mary A
6. Don't Let Me Get Me
7. I Touch Myself (Divinyls cover)
8. Please Don't Leave Me
9. U + Ur Hand
10. Leave Me Alone (I'm Lonely)
11. So What
12. Family Portrait
13. I Don't Believe You
14. Crystal Ball
15. Trouble (Acoustic version)
16. Babe I'm Gonna Leave You (Led Zeppelin cover)
17. Sober
18. Bohemian Rhapsody (Queen cover)
19. Funhouse
20. Crazy (Gnarls Barkley cover)
21. Get the Party Started
22. Glitter in the Air

- Bonus tracks

1. "It's All Your Fault"
2. "One Foot Wrong"

- Bonus features

1. On Tour with Pink
2. How To "Shred the Gnar"
3. Bloopers